# Pachychernes shelfordi
Pachychernes shelfordi är en spindeldjursart som beskrevs av Clarence Clayton Hoff 1946. Pachychernes shelfordi ingår i släktet Pachychernes och familjen blindklokrypare. Inga underarter finns listade i Catalogue of Life.